# قضاعة الأنهار الشمالية
قضاعة الأنهار الشمالية (الاسم العلمي: Lontra canadensis)، حيوان لبون من فُصيلة القضاعة وفصيلة ابن عرس. موطنه أمريكا الشمالية يوجد على طول المجاري المائية والسواحل. يمكن أن تزن القضاعة البالغة بين 5.0 و14 كجم.